# Josh Homme
Joshua Michael Homme, ameriški rock glasbenik in glasbeni producent, * 17. maj 1973, Joshua Tree, Kalifornija, ZDA.
Bil je kitarist in ustanovitveni član stoner metal zasedbe Kyuss ter ustanovni in še edini prvotni član stoner rock zasedbe Queens of the Stone Age (QOTSA), kjer ima vlogo glavnega vokalista, igra kitaro in je primarni pisec pesmi, kot tudi idejni vodja skupine. Homme prav tako igra bas kitaro, bobne in klaviature. Je tudi eden od treh članov super skupine Them Crooked Vultures poleg Davea Grohla in Johna Paula Jonesa.